# جواد مديدش
جواد مديدش كاتب وصحفي مغربي ولد في الدار البيضاء.

## نشأته وحياته
وُلد جواد مديدش في الدار البيضاء وأمضى طفولته في مدينة صفرو، وأنهى دراسته الثانوية بمدرسة مولاي عبد الله، ثم تخرج في قسم العلوم السياسية بكلية الحقوق. كان جواد مديدش عضوا نشطا بالنقابة الوطنية للتلاميذ، ثم انضم إلى منظمة «إلى الأمام» الماركسية السرية التي نشطت في المغرب خلال حقبة السبعينيات من القرن العشرين، وعلى الرغم من انسحابه من المنظمة في أبريل 1974، فقد تسبب انتمائه السياسي في اعتقاله عام 1975، والحكم عليه بالسجن لمدة 22 عامًا قضى منها 14 عاما في معتقل درب مولاي الشريف وفي السجن المركزي بمدينة القنيطرة قبل أن يُطلق سراحه في 7 مايو (أيار) 1989، وهي الفترة التي تأثر بها وتحدث عنها في كتاباته اللاحقة، ولاسيما في روايته «الغرفة السوداء».

## مسيرته
عمل جواد مديدش بعد تخرجه من الجامعة بشركة الخطوط الملكية المغربية بمطار الدار البيضاء، قبل أن يتم اعتقاله وسجنه بسبب انتمائه السياسي، وقد كان لفترة اعتقاله الأثر البالغ على المرحلة اللاحقة من حياته، حيث قضى سنوات سجنه يقرأ ويطالع العديد من الكتب، ثم بدأ في كتابة تجاربه الحياتية وسيرته الذاتية التي نشرها فيما بعد كرواية بعنوان الغرفة السوداء. اتجه جواد مديدش بعد خروجه من السجن إلى العمل بمجال الصحافة، وتولى الإشراف على القسم الثقافي بصحيفة لافي إيكونوميك الأسبوعية.

## مؤلفاته
| سنة النشر     | اسم الكتاب                | النوع الأدبي | الناشر                | ملاحظات |
| ------------- | ------------------------- | ------------ | --------------------- | --- |
| 2002          | الغرفة السوداء            | رواية        | دار أفريقيا الشرق     | صدرت بالفرنسية، ثم ترجمت إلى العربية عام 2007، واقتبس عنها فيلم سينمائي صدر عام 2004 بعنوان درب مولاي الشريف |
| 26 يونيو 2009 | نحو الأفق                 | رواية        | دار مرسم للطبع والنشر | [ 8 ] |
|               | وجوه ومناظر من قلب المغرب |              |                       | |